# Ленчна
Ленчна (пољ. Łęczna) град је у Пољској у Војводству лублинском. По подацима из 2012. године број становника у месту је био 20 317.

## Становништво
| 2012.  |
| ------ |
| 20 317 |

## Партнерски градови
- Хајдухадхаз